# Ozy and Millie
Ozy and Millie is een Amerikaanse webstrip, getekend door D.C. Simpson, die van start gegaan is in 1998. Het gaat over de avonturen van een aantal mensachtige dieren. Nieuwe strips verschijnen meestal elke weekdag. De strip draait rond Ozy en Millie, twee jonge vossen uit het (fictieve) Amerikaanse stadje North Harbordale, en behandelt typische basisschoolonderwerpen zoals proefwerken en pestkoppen, maar ook wat diepzinnigere of soms surrealistische situatues. De strip is meestal gericht op de wisselwerking tussen de personages, maar gaat ook af en toe richting politieke uitingen.
De meeste strips tot nu toe zijn ook uitgebracht in boekvorm. Vijf verzamelingen werden door Plan 9 Publishing uitgegeven, maar deze zijn niet meer verkrijgbaar; op het moment is een nieuwe serie te verkrijgen via Lulu.com.
De strip was deel van webstripsite Keenspot van 2001 tot 2003, werd daarna een tijdlang onafhankelijk gehost, maar keerde ten slotte in november 2006 weer terug bij Keenspot.
In 2002 won de strip de Web Cartoonist's Choice Awards in de categorie 'Best Anthropomorphic Comic' (Beste Antropomorfische Strip). De strip won bovendien de Ursa Major Awards prijs voor 'Best Anthropomorphic Comic Strip'.

## Personages

### Ozy
Ozy, tien jaar oud, woont in het kleine Amerikaanse stadje North Harbordale, samen met zijn vriendin Millie. Hij is een poolvos. Oorspronkelijk moest hij volgens de tekenaar een wolf voorstellen, totdat een lezer hem een foto van poolvossenjongen liet zien. Die foto, zei hij, was zeker wat hij altijd al in gedachte had bij het tekenen van Ozy. Ozy behield wel zijn snorharen.
Ozy's volledige naam, Ozymandias Justin Llewellyn, is een verwijzing naar het gedicht Ozymandias van Percy Bysshe Shelley:
My name is Ozymandias, king of kings:
Look on my works, ye Mighty, and despair!
(Mijn naam is Ozymandias, koning der koningen:
Aanschouwt mijn werken, gij machtigen, en wanhoopt!)
Ozy is makkelijk te herkennen aan zijn hoge hoed, die hij van zijn vader Llewellyn kreeg toen hij door hem geadopteerd werd. Behalve de hoed draagt Ozy alleen een zwart vest, maar geen broek, wat hem af en toe het doelwit maakt van de grappen die Millie met hem uithaalt. Hij is geoefend in het omzeilen van Millie's streken, maar soms moet hij wel lijden onder de pesterijen van de stoere jongen van de school, Jeremy, wiens favoriete tijsverdrijf onder andere bestaat uit het in vuilnisbakken proppen van Ozy. Behalve dat lijdt Ozy ook onder jaarlijkse kaalheid, doorgaans vanwege een toevallig ongeluk of door Millie. Hoewel het verzooraakt wordt door een vloek, die zonder ooit opgemerkt te zijn van generatie op generatie is doorgegeven aan zijn adoptieve vader, is het effect ervan op Ozy nogal sterk aangezien hij de eerste in de familie Llewellyn is die sowieso haar heeft om te verliezen.
Ozy is stil en kalm, en accepteert stilletjes zijn plaats in het 'oog van de storm'. Onder het leidend oog van zijn vader beoefent Ozy de kunst van Zen - of een komische variant daarvan. De basisbeginselen van zijn kijk op de wereld worden wel verteld als: It has been said that, while knowledge is acquired by learning... Wisdom is acquired by unlearning. (Er is ooit gezegd dat, hoewel kennis wordt verkregen door leren... Wijsheid wordt verkregen door ontleren.)

### Millie
I act weird because I figure, hey, I'm gonna be an outcast anyway, so I might as well do it with style. – Millie
(Ik doe raar omdat ik denk, ja, als ik toch een buitenbeentje moet zijn, dan kan ik het net zo goed met stijl doen.)
Ozy brengt het grootste deel van zijn tijd door met zijn beste vriendin Millie, een tien jaar oud rood vossenmeisje. Millicent Mehitabel Mudd, zoals haar volle naam luidt, draagt meestal alleen haar blauwe spijkeroverall. In tegenstelling tot Ozy, die de kalmheid zelve is, bestaat Millie's kenmerk voornamelijk uit chaos, zowel in het spoor van vernietiging dat ze achter zich laat als de doortrapte manieren die ze verzint om maar vooral geen klusjes te hoeven doen.
Ze is een echte rebel, en is fel tegen elke vorm van autoriteit, wat vaak bij haar leraar, Ms. Sorkowitz, en haar moeder, Ms. Mudd, tegen het verkeerde been stoot en nogal eens leidt tot confrontaties. Haar vernietigende en rebelse gewoonten brengen bovendien niet alleen haarzelf in de problemen, maar heel vaak ook Ozy als ze hem meesleept in een van haar grote plannen voor wereldheerschappij - of, als dat niet wil lukken, hem gebruikt voor het verbergen van de schade. En hoewel ze soms de verwoesting zelve is, heeft ze ook een sterk gevoel voor gerechtigheid, en ze heeft soms moeite met het grote onrecht in haar leven en de wereld die ze om zich heen ziet. Toch is haar opstand tegen de gevestigde orde vooral beperkt tot het vervelen van haar moeder, grappen uithalen met Ozy of het verstoren van de rust en vree op school. Wat haar overigens helemaal niets uitmaakt, zo lang ze er maar plezier in heeft.
Millie zegt hardop wat anderen denken, en doet wat anderen, door angst van een reactie van de mensen om hen heen, nooit zouden durven. Ze heeft ook introspectieve en behulpzame momenten, en net als Ozy denkt ze na over grote (en soms minder grote) filosofische vragen. Wat haar uniek maakt is hoe ze vervolgens probeert de antwoorden te vinden.

### Llewellyn
Whatever does not kill me makes me stranger. – Llewellyn
(Wat me niet doodt, dat maakt me vreemder.)
Ozy's adoptievader, die alleen als Llewellyn bekendstaat, is een rode draak wiens gedrag eigenlijk alleen als 'zeer vreemd' kan worden omschreven. Hij is betrokken geweest bij alles, van een campagne voor de Amerikaanse presidentsverkiezingen - eerst voor de 'People With Nothing Better To Do' partij ('Partij voor Mensen die niets beters te doen hebben'), daarna voor de Zen-partij (hij 'voert campagne zonder campagne te voeren') - tot het spelen van het onbegrijpelijke spel 'House Rules Parcheesi' (wat nogal wat overeenkomsten vertoont met het spel Calvinball uit Calvin and Hobbes). Maar wanneer hij niet bezig is met een presidentscampagne of betrokken is bij een of andere geheime samenzwering is hij degene die Ozy de steun geeft die hij nodig heeft, met vaak slimme doch vaak ook ogenschijnlijk nutteloze raadgevingen. Ondertussen is hij het hoofd van Greater Llewellynlland (Groot-Llewellynlland), een zelfstandige enclave binnen de V.S. die bestaat uit zijn huis, tuin, en de omliggende slotgracht.
Llewellyn is waarschijnlijk rond 150-200 jaar oud, en woont op het moment op zichzelf, met alleen Ozy om voor te zorgen. De kinderen vinden hem allebei aardig, ook al zien ze hem als een grote vriendelijke rode mafkees. Hoewel zijn verhalen ergens meestal wel een wijze les bevatten is óf de les helemaal niet relevant, óf het verhaal is volledig nutteloos, en het is nooit helemaal zeker of hij het nou helemaal uit zijn duim zuigt. Hij heeft zeker wel wat geheimen te verbergen, maar je hebt meer kans om hem in een bad met bananenvla te zien zitten dan dat je hem eeuwenoude bezweringen zou zien uitspreken.

### Ms. Mudd
Millie's moeder, van wie de voornaam niet bekend is (behalve dat hij met M begint), kan het best omschreven worden als een oudere, wijzere en misschien wat gematigdere Millie. In vroeger tijden leek ze erg op Millie, en tegenwoordig is ze een volleerd advocaat, dus ze is goed bekend met de fijne kneepjes, regeltjes en gaatjes die bij het opvoeden van Millie maar al te vaak nodig zijn, vaak ook tot groot ongenoegen van Millie zelf. En terwijl Ms. Mudd als geen ander weet hoe ze met ondeugende kleine vossenmeisjes moet omgaan is ze ook de eerste om haar kleine spruit te steunen mocht er iets mis zijn.
Aangezien ze alleen met Millie woont is Ms. Mudd op zoek gegaan naar de liefde, en heeft deze gevonden bij Llewellyn. Ze hebben al een tijd een hechte vriendschap, en het lijkt erop dat ze goed met elkaar op kunnen schieten. Bovendien lijkt het erop dat de kinderen vaak beter kunnen opschieten met de ouder van de ander.

### Andere personages
Ozy en Millies vriend Avery, een wasbeer, heeft zijn leven volledig gericht op het maar al te vaak ongrijpbare begrip dat 'coolheid' heet. Soms betekent dat dat hij zijn wat minder coole vrienden links laat liggen, maar in zeldzame gevallen heeft hij een openbaring en is het opeens een stuk aangenamer voor Ozy en Millie om met hem op te trekken. Het duurt helaas echter nooit lang voordat hij weer volledig in de waan van zijn eigen coolheid verzonken is.
Avery's jongere broertje Timulty staat diens coolheid nogal in de weg. Aan de ene kant is Timulty heel kinds en speels, maar aan de andere kant kan hem evengoed een naïeve wijsheid toegeschreven worden. In zijn kinderlijke onschuld ziet hij dingen vaak van een heel onverwachte hoek, tot grote irritatie van Avery die het alleen maar 'fout' vindt, en Timulty voornamelijk als beperking van zijn eigen coolheid ziet.
Ironisch genoeg brengt Avery nogal veel tijd door met Stephan het aardvarken. Stephan is helemaal computergek en een echte nerd, en zijn droom is snel rijk te worden in de grote wereld van de computerbedrijven. Vreemd genoeg schijnt zijn levensdoel echter ook de totale vernietiging van Microsoft in te houden.
Felicia het schaap speelt vooral de rol van het populaire meisje. Ze is een groot voorstander van meeloperij, zolang het maar betekent dat iedereen naar haar opkijkt voor het volgen van de laatste mode en trends. Dit leidt tot confrontaties met Millie, die in haar rebelse manieren juist lijnrecht tegenover Felicia staat.
Jeremy, niet bepaald de slimste, is vooral van de partij als er weer eens iemand in de problemen gebracht of gepest moet worden op school. Hij is er volgens eigen zeggen verantwoordelijk voor, de andere leerlingen een lesje te leren als ze zich vreemd gedragen. De interpretatie daarvan wordt echter geheel aan hem overgelaten, maar leidt er voornamelijk toe dat Ozy herhaaldelijk in de prullenbak belandt.
Andere minder belangrijke personages op school zijn Ms. Sorkowitz de kangoeroe, de lerares van de klas waar onder anderen Ozy en Millie in zitten; schoolhoofd Beau Vine, de stier wiens mening over schoolleiding voornamelijk inhoudt dat hij niets hoeft te doen tegen problemen, want die zijn tenslotte bevorderlijk voor het in de kiem smoren van 'ongezonde rebelse neigingen' onder de leerlingen; en Dr. I. Wahnsinnig (Duits voor 'waanzinnig'), een ringstaartmaki en de psychiater op school. Ook noemenswaardig zijn Ozy's adoptieve nicht en draak Isolde, die betrokken is bij en soms direct verantwoordelijk is voor verschillende samenzweringen (waaronder het stelen van een vrachtwagen vol kwikthermometers zodat ze een baan bij een plaatselijke tv-zender kon krijgen als nieuwslezer); en Kapitein Locke, een piraat van een jaar of tien oud die via de kussens van het bankstel in huize Llewellyn uit een alternatieve dimensie komt, waar mensen juist jonger worden in plaats van ouder.

## Verzamelbundels
De eerste serie boeken van Ozy and Millie is uitgebracht via Plan 9 Publishing. Deze zijn niet langer verkrijgbaar:
- Ozy and Millie. ISBN 1-929462-11-5
- Never Mind Pants. ISBN 1-929462-20-4
- Ink and White Space. ISBN 1-929462-43-3
- Authentic Banana Dye. ISBN 1-929462-56-5
- Om. ISBN 1-929462-69-7

Na een paar jaar is David Simpson beginnen met het heruitgeven van de strips in nieuwere compilaties, via Lulu.com:
- Prehistrionics: Ozy and Millie, 1997-2000. 176 pagina's, 2006 ISBN 1-84728-773-5 Bevat strips uit Ozy and Millie en Never Mind Pants.
- The Big Book of Ancient, Semi-Coherent Wisdom: Ozy and Millie, 2000-2001. 132 pagina's, 2006 ISBN 978-1-4303-1505-6 Bevat strips uit Never Mind Pants en Ink and White Space.
- Zen Again: Ozy and Millie, 2001-2002. 128 pagina's, 2007 ISBN 978-1-4303-1508-7 Bevat strips uit Ink and White Space en  Authentic Banana Dye.
- Perpetual Motion: Ozy and Millie, 2002-2003. 128 pagina's, 2007 ISBN 978-1-4303-2116-3 Bevat strips uit Authentic Banana Dye en Om.
- Tofu Knights: Ozy and Millie, 2004-2005. 128 pagina's, 2006 ISBN 1-84728-772-7 Bevat strips uit Om, en nieuw materiaal dat niet in de eerdere serie verschenen is.
- Closer to the Void: Ozy and Millie, 2007-2007. 127 pagina's, 2007 ISBN ??? Bevat de recentste strips, samen met een bonus 'The ABCs of Ozy and Millie'.

Overig:
- Materiaal van Ozy and Millie is ook verschenen in Attitude 3: The New Subversive Online Cartoonists.